# Friedrich Schulz
Karl Friedrich Fritz Wilhelm Schulz (Nettkow, 15 oktober 1897 - Freudenstadt, 30 november 1976) was een Duitse officier en General der Infanterie tijdens de Tweede Wereldoorlog.

## Leven
Op 15 oktober 1897 werd Karl Schulz in Nietków geboren. Zijn vader was een goederenmanager. Hij was met Klara Schulz, (geboortenaam Schoebel), (4 juli 1924) getrouwd.

### Eerste Wereldoorlog
Op 19 september 1914 meldde Schulz zich na het uitbreken van de Eerste Wereldoorlog als Kriegsfreiwilliger in het Pruisische leger. Hij werd als Fahnenjunker bij het 7. Pommersches Infanterie-Regiment "von der Goltz" Nr. 54 geplaatst. Vanaf 1915 werd hij met deze eenheid aan het front ingezet. In oktober 1915 werd Schulz als Fähnrich naar het 3. Posenschen Infanterie-Regiment Nr. 58 overgeplaatst. Op 26 juni 1916 werd hij bij dit onderdeel zonder Patent (benoemingsakte) bevorderd tot Leutnant. Later werd het Patent vastgesteld op 9 augustus 1916. Als Leutnant werd hij als compagniesofficier in het 3. Posenschen Infanterie-Regiment Nr. 58 ingezet.

### Interbellum
Na de oorlog werd hij voor enig tijd voor de grensbewaking ingezet. In het voorjaar van 1919 slaagde Schulz voor zijn militaire districtsexamen. Hij werd in de Reichswehr opgenomen. Op 1 oktober 1919 werd hij tot Leutnant in de Reichsheer bevorderd. Het Patent werd op 1 oktober 1915 vastgesteld. In het voorjaar van 1920 zat hij in het 200.000 man sterke overgangsleger, en was bij het Reichswehr-Infanterie-Regiment 9 geplaatst. Bij het opbouwen van het 100.000 man sterke Reichsheer van de Reichswehr, werd hij als compagnieofficier in het 8. (Preuß.) Infanterie-Regiment in Glogau opgenomen. Op 10 juni 1922 trouwde Schulz met Margarete Teichmann. Het echtpaar kregen twee dochters (1923 en 1930). Op 31 juli 1925 werd Schulz bevorderd tot Oberleutnant. De Rangdienstalter werd op 1 april 1925 vastgesteld. Als Oberleutnant werd hij in de 9e compagnie van het 8. (Preuß.) Infanterie-Regiment in Görlitz ingezet. Op 1 oktober 1926 werd hij tot adjudant van het 3e bataljon van het 8. (Preuß.) Infanterie-Regiment in Görlitz benoemd. Als zodanig slaagde hij op 16 maart 1929 voor zijn militaire districtsexamen. Vanaf 1 oktober 1930 doorliep Schulz een tweejarige Führergehilfenausbildung. Daardoor werd hij naar de staf van de 4e Divisie van de Reichswehr naar Dresden overgeplaatst. Door zijn overplaatsing naar de staf, werd hij op 1 november 1931 bevorderd tot Hauptmann. Als zodanig bleef hij na het voltooien van zijn opleiding vanaf 1 oktober 1932 in de staf van de 4e Divisie van de Reichswehr in Dresden  werkzaam. Op 1 september 1933 werd Schulz naar het Reichswehrministerium (RWM) (vrije vertaling: Rijksministerie van Defensie) in Berlijn overgeplaatst. Bij de verdere uitbreiding van de Reichswehr, werd hij op 1 oktober 1934 tot compagniescommandant van het Infanterie-Regiment Görlitz benoemd. Tijdens de verdere onthulling van de eenheden, werd Schulz op 15 oktober 1935 tot 1e Generale Stafofficier (Ia) in de Generale Staf van de 23e Infanteriedivisie ingezet. In de 23e Infanteriedivisie, werd hij op 1 januari 1936 bevorderd tot Major i.G.. Vanaf 12 oktober 1937 diende hij in de Generale Staf van het Oberkommando der Wehrmacht, en werd op 1 februari 1939 bevorderd tot Oberstleutnant i.G.. De Rangdienstalter (RDA) werd op 1 februari 1938 vastgesteld. Hij was nu Gruppenleiter II (Organisatie) in de afdeling L van het Wehrmachtführungsamt.

### Tweede Wereldoorlog
Op 20 april 1940 werd Schulz als 1e Generale Stafofficier (Ia) in de Generale Staf van het Generalkommando XXXXIII. Armeekorps  (43e Legerkorps) ingezet. In het voorjaar van 1940 nam hij aan de Slag om Frankrijk deel. Na de Slag om Frankrijk was hij drager van beide klassen van het Herhalingsgesp bij IJzeren Kruis 1939. Op 1 januari 1942 werd Schulz bevorderd tot Oberst i.G.. Aan het begin van de zomer in 1941, werd hij als Ia van het XXXXIII. Armeekorps tijdens Operatie Barbarossa en de aanval op Centraal-Rusland ingezet. Voor het tegenhouden van een vijandelijke aanval bij Kaloega, werd hij op 29 maart 1942 met het Ridderkruis van het IJzeren Kruis onderscheiden. Op 24 april 1942 werd Schulz in het Führerreserve van het (OKH) geplaatst. Vanaf 12 mei 1942 was hij stafchef van de Generale Staf van het 11. Armee (11e Leger). Op 1 juli 1942 werd hij bevorderd tot Generalmajor. Vanaf 27 november 1942 tot 12 februari 1943 was Schulz stafchef van de Generale Staf van de Heeresgruppe Don  (Legergroep Don) ingezet. Deze legergroep werd op 12 februari 1943 in de Heeresgruppe Süd  (Legergroep Zuid) hernoemd. Op 1 maart 1943 gaf hij zijn post aan de Generalmajor Theodor Busse door, en werd in de Führerreserve geplaatst. Op 1 mei 1943 nam hij het commando van het 28. Jäger-Division in Noord-Rusland over. Op 1 juli 1943 werd Schulz bevorderd tot Generalleutnant . Vanaf 25 november 1943 werd hij "mit der stellvertretende Führung beauftragt" (vrije vertaling: met het plaatsvervangend leiderschap belast) van III. Panzerkorps  (3e Pantserkorps) belast. Begin januari 1944 gaf hij zijn commando weer aan General der Panzertruppe Hermann Breith over, en werd opnieuw in het Führerreserve geplaatst. Aansluitend nam hij op 8 februari 1944 het commando over het LIX. Armeekorps  (59e Legerkorps) over. Op 14 maart 1944 werd Schulz in het Wehrmachtsbericht genoemd. Op 20 maart 1944 werd hij als Generalleutnant voor zijn prestaties tijdens het leiding geven over het legerkorps, met het Eikenloof bij zijn zijn Ridderkruis van het IJzeren Kruis onderscheiden. Vanaf 22 maart 1944 werd Schulz met het commando over het Generalkommando XXXXVI. Panzerkorps  (46e Pantserkorps) belast. Op 1 april 1944 werd hij bevorderd tot General der Infanterie. Als gevolg van zijn bevordering, werd hij nu tot Kommandierender General van het XXXXVI. Panzerkorps benoemd. Begin juli 1944 werd Schulz weer als commandant afgelost, en in het Führerreserve (OKH) geplaatst. Op 25 juli 1944 werd Schulz tot commandant van het 17. Armee  (17e Leger) benoemd. Voor zijn leidinggeven in de gevechten in Opper-Silezië, werd hij op 26 februari 1945 met Zwaarden bij zijn Ridderkruis van het IJzeren Kruis met Eikenloof onderscheiden. Rond deze tijd werd hij bij Lauban door een bomsplinterverwonding aan het bed gekluisterd. Op 25 maart 1945 gaf hij zijn opperbevel weer af, en werd opnieuw in het Führerreserve geplaatst. Schulz werd dan nog op 5 april 1945 tot opperbevelhebber van de Heeresgruppe G  (Legergroep G) benoemd. Eind april 1945 werd zijn commando door de Generalfeldmarschall Albert Kesselring afgelost. Vervolgens stuurde Kesselring Schulz naar Italië. Op 30 april 1945 werd hij als opvolger van de gearresteerde Generaloberst Heinrich von Vietinghoff tot opperbevelhebber van de Heeresgruppe C  (Legergroep C) benoemd. Daarmee werd hij gelijktijdig tot Opperbevelhebber Zuid benoemd. In het hoofdkwartier van de legergroep in Recoaro Terme, werd Schulz op 1 mei 1945 gearresteerd door de eveneens afgezette stafchef van de Generale Staf, de General der Panzertruppen, Hans Röttiger. Röttiger nam het commando over de Heeresgruppe C tot de capitulatie op 2 mei 1945 zelf over. Daarna werd hij weer vrijgelaten. Schulz verzocht Generalfeldmarschall Kesselring bij de Großadmiral Dönitz zijn toestemming te vragen, om voor de troepen tussen Bohemer Woud en Inn een wapenstilstand overeen te komen. Daarbij handelde het min of meer om de troepen van de voormalige Heeresgruppe G. Op 3 mei 1945 werd Schulz weer tot opperbevelhebber van het opnieuw opgestelde Heeresgruppe G benoemd. In zijn naam capituleerde op 5 mei 1945 de commandant van het 1. Armee  (1e Leger) de General der Infanterie Hermann Foertsch in Haar bij München. Dit deed Foertsch tegenover de generaal Devers van het United States Army, met ingang van 6 mei 1945.

## Na de oorlog
Schulz raakte in krijgsgevangenschap, daaruit werd hij op 30 maart 1948 weer vrijgelaten. Zijn eerste vrouw was in 1945 gestorven. Op 16 oktober 1948 hertrouwde hij met Luitgard Kohlrausch.
Over het verdere verloop van zijn leven is niets bekend. Op 30 november 1976 overleed hij in Freudenstadt.

## Militaire carrière
- General der Infanterie: 1 april 1944[1][2][17][18][19]
- Generalleutnant: 1 juli 1943[1][2][2][17][18][19]
- Generalmajor: 1 juli 1942[1][2][17][18][19] (RDA van 1 september 1942[1][2])
- Oberst i.G.: 1 januari 1942[1][2][17][20] (RDA van 1 november 1940[2])
- Oberstleutnant i.G.: 1 februari 1939[1][2][17][18] (RDA van 1 februari 1938[1][2])
- Major i.G.:  1 januari 1936[1][17][18]
- Hauptmann:  1 november 1931[1][2][2][17][18]
- Oberleutnant: 31 juli 1925 (RDA vanaf 1 april 1925[1][2][17][18])
- Leutnant: 26 juni 1916[1][2][21] (zonder Patent), (Patent later vastgesteld op 9 augustus 1916[1][2][17]) (RDA van 1 oktober 1915[1][2])
- Fähnrich: oktober 1915
- Fahnenjunker: 1915[22]
- Kriegsfreiwilliger: 19 september 1914[2][21]

## Onderscheidingen
Selectie:
- Ridderkruis van het IJzeren Kruis met Eikenloof, Zwaarden (nr.135) op 26 februari 1945 als General der Infanterie en Opperbevelhebber van het 17e Leger[1][17][18][23]
- Ridderkruis van het IJzeren Kruis met Eikenloof (nr.428) op 20 maart 1944 als Generalleutnant en waarnemend commandant van het 3e Pantserkorps[1][17][18][23]
- Ridderkruis van het IJzeren Kruis op 29 maart 1942 als Oberst in de Generale staf en Stafchef van de Generale Staf van het 43e Legerkorps[1][17][18][23]
- IJzeren Kruis 1914, 1e Klasse (27 januari 1918[18][24]) en 2e Klasse (2 juni 1916[18][24])
- Herhalingsgesp bij IJzeren Kruis 1939, 1e Klasse (14 juni 1940[18][24]) en 2e Klasse (6 april 1940[18][24])
- Erekruis voor Frontstrijders in de Wereldoorlog[25] in 1934[18][24]
- Orde van Michaël de Dappere, 3e Klasse op 6 oktober 1942[24]
- Krimschild[25]
- Medaille Winterschlacht im Osten 1941/42[18][25]
- Hij werd eenmaal genoemd in het Wehrmachtsbericht. Dat gebeurde op:
- 14 maart 1944[17][26] citaat Wehrmachtsbericht:

„So haben sich in den letzten Tagen die Panzergrenadierdivision "Großdeutschland" unter Führung des Generalleutnants v. Manteuffel und die Truppen des LIX. Armeekorps unter Führung des Generalleutnant Friedrich Wilhelm Schulz besonders hervorgetan.“